# Phaonia plurivittata
Phaonia plurivittata este o specie de muște din genul Phaonia, familia Muscidae, descrisă de Couri, Pont și Penny în anul 2006.
Este endemică în Madagascar. Conform Catalogue of Life specia Phaonia plurivittata nu are subspecii cunoscute.